# Cupă (plantă)
Cupa (Gentiana acaulis - L., Gentiana kochiana - E.P.Perrier & Songeon) este o plantă montană cu flori din familia Gentianaceae.

## Descriere

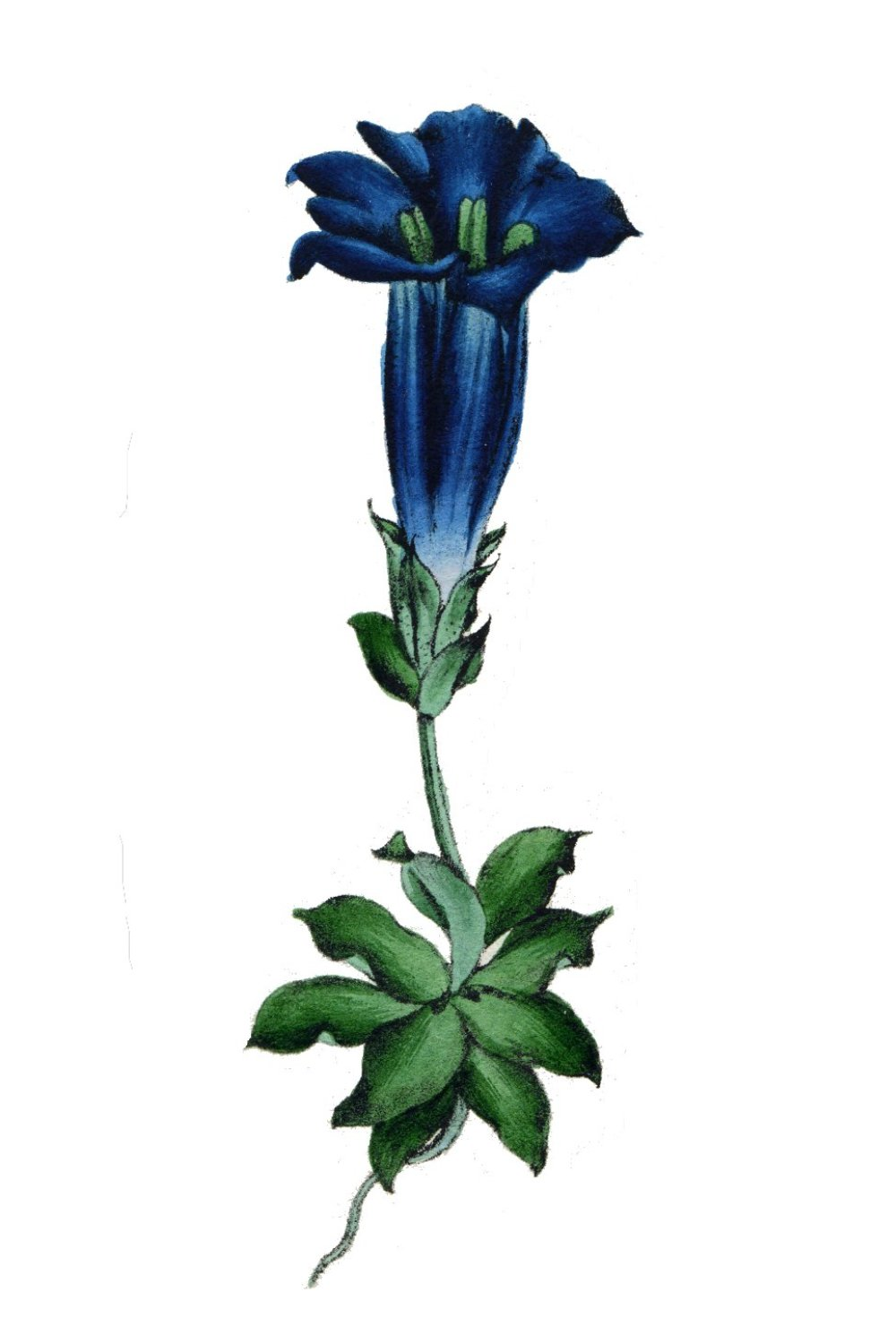
Gentiana acaulis

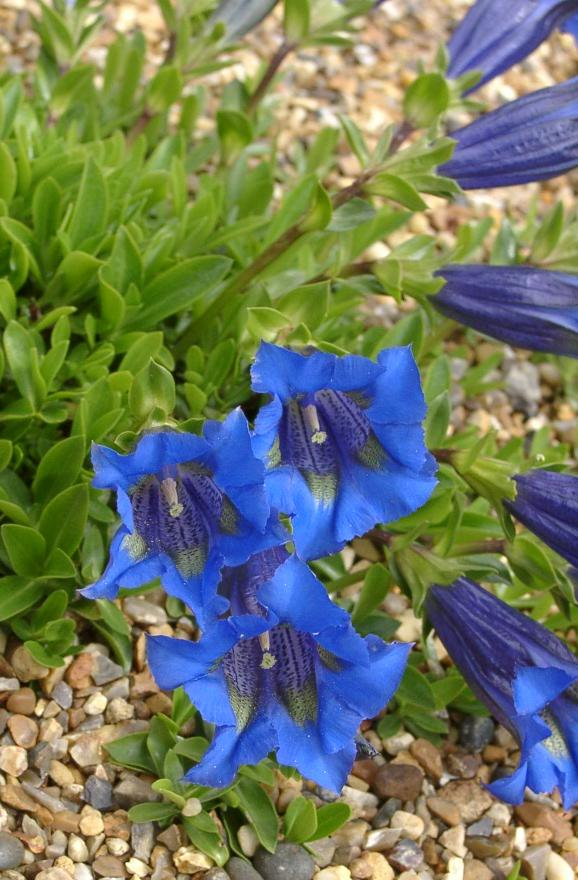
Flori de Cupă

Cupa este o plantă scundă, cu o tulpiniță scurtă. Frunzele de la baza tulpinii sunt oval eliptice, groase, întinse pe pământ și prinse într-o rozetă. Tulpina se termină cu o singură floare mare, îndreptată în sus. Floarea are formă de cupă lunguiață, de culoare albăstrie-azurie, întunecată. Corola la margine are cinci segmente scurte, ușor răsfrânte în afară. Caliciul are dințișori alungiți. Cupa înflorește în lunile iunie-iulie.

## Polenizare
Floarea este alcătuită pentru a fi polenizată de insecte: în fundul cupei care formează corola, nectarul se găsește în cinci pungi separate, așezate în cerc. Insecta, de obicei bondarul, trebuie să-și introducă succesiv trompa de cinci ori în fiecare din aceste pungi; astfel el se învârte în interiorul corolei și curăță cu spinarea polenul de pe toate cele cinci stamine care sunt și ele așezate tot în cerc în jurul pistilului. Polenul este transport de insectă pe stigmatul altei flori. Dacă nu se poate realiza polenizarea este prevăzut și un mecanism de autopolenizare: pe vreme rece, în timpul nopții sau spre sfârșitul perioadei de înflorire, corola se apleacă cu gura în jos și polenul care a fost între timp scuturat în fundul ei, cade pe stigmat.

## Răspândire
În România crește prin pajiștile din munții Carpați, uneori este întâlnită și în poienile din zona păduroasă.